# Spilosoma landaca
Spilosoma landaca là một loài bướm đêm thuộc phân họ Arctiinae, họ Erebidae.